# Nephrotoma elegantula
Nephrotoma elegantula är en tvåvingeart som först beskrevs av Samuel Wendell Williston  1896.  Nephrotoma elegantula ingår i släktet Nephrotoma och familjen storharkrankar. Inga underarter finns listade i Catalogue of Life.